# Wavves
Wavves est un groupe de garage rock américain, originaire de San Diego, en Californie. Le groupe est constitué de Nathan Williams (chant, guitare), Stephen Pope (basse) et de Jacob Cooper (batterie).
Le 26 mars 2013, l'album Afraid of Heights sort sur Mom + Pop. En 2014, ils enregistrent un album en collaboration avec Cloud Nothings. Le 2 octobre 2015, Wavves sort un album baptisé V.

## Biographie

### Débuts (2008–2009)
Wavves est formé en 2008 comme projet solo de Nathan Williams. Wavves publie plusieurs 45 tours et une cassette ce qui mène à la sortie d'un premier album, Wavves. Après avoir gagné en popularité, Ryan Ulsh est recruté comme batteur de tournée et Wavves embarque dans des tournées américaines et européennes. Wavves publie son premier album en 2008, attirant l'intérêt de Pitchfork,. À cette période, le groupe comprend le guitarist Nathan Williams et le batteur Ryan Ulsh, qui replacera Baby Animal pendant la production. Leur deuxième album, Wavvves, est publié le 3 février 2009 et bien accueilli notamment par Spin, The A.V. Club et Pitchfork.
Le chanteur Nathan Williams fait face à la colère de la foule le groupe ne pouvant achever le Barcelona Primavera Sound Festival en 2009. Williams, qui a admis avoir pris un cocktail d'ecstasy et de valium, s'est battu avec le batteur Ryan Ulsh et a insulté le public espagnol, qui se mettra à leur jeter des bouteilles dessus. S'excusant de leur comportement, Williams admet le jour suivant être alcoolodépendant. De ce fait, le groupe annule le reste de sa tournée européenne. Au départ d'Ulsh, Zach Hill le remplace temporairement à la batterie. Les deux membres (ex-Jay Reatard), le batteur Billy Hayes et le bassiste Stephen Pope, se joignent à Wavves en novembre 2009. Williams annonce aussi un album avec Zach Hill à la batterie vers la fin 2010, possiblement accompagné d'un EP avec Hayes et Pope.

### King of the Beach, Life Sux(2010–2011)
Le troisième album de Wavves, King of the Beach, est publié le 3 août 2010, chez Fat Possum Records. Il fait participer Nathan Williams, Billy Hayes, et Stephen Pope. Produit par le producteur Dennis Herring au  Sweet Tea in Mississippi, l'album est bien accueilli par Paste Magazine, Dusted Magazine et The Onion's A.V. Club. L'album reçoit une note de 72 sur 100 sur Metacritic basée sur 26 critiques. L'album est nommé 24e meilleur album de l'année par Spin, et 50e meilleur album de l'année par Pitchfork. Le single Post Acid est un inclus dans un cartoon appelé Scott Pilgrim vs. the Animation.
Wavves publie un nouvel EP, Life Sux, en septembre 2011. Il comprend huit tires et fait participer Bethany Cosentino et Bobb Bruno de Best Coast, ainsi que Damian Abraham de Fucked Up. L'album contient aussi le morceau live In the Sand. Billy Hayes quitte Wavves en novembre 2010 et est remplacé par Jacob Cooper (ex-The Mae Shi). En 2011, Wavves participe à la série d'animation Good Vibes jouant les chansons King of the Beach, Bug, et I Wanna Meet Dave Grohl.

### Afraid of Heights(2012–2014)
Wavves apparait dans Vicious Lies and Dangerous Rumors, sur la chanson Shoes for Running, qui est publiée le 11 décembre 2012. Le 12 décembre 2012, Wavves republie le clip de la chanson Sail to the Sun. Nathan Williams annonce la sortie sur sa page Twitter. Wavves publie son quatrième album, Afraid of Heights, le 26 mars 2013, chez Mom + Pop Music. L'album atteint la 81e place du Billboard 200. Still in Rock le classe meilleur album de 2013. Le second single de l'album, Demon to Lean On, atteint la 36e place du Billboard Alternative Songs. Ils jouent aussi au Late Show with David Letterman le morceau Demon to Lean On.

### No Life For MeetV(2015–2016)
En début janvier 2015, Nathan Williams annonce la sortie d'un cinquième album des Wavves et un album collaboratif avec Cloud Nothings en été 2015. En avril 2015, Wavves contribue à Welcome to Los Santos, un album collaboratif des musiciens qui ont participé à Grand Theft Auto V. L'album est ensuite ajouté à la bande son du jeu vidéo. Leur album collaboratif avec Cloud Nothings intitulé No Life for Me est publié le 28 juin en Europe et le lendemain à l'international chez Ghost Ramp.
Le 16 juillet 2015, Way Too Much, le premier single de leur cinquième album, V, est publié. Le 31 juillet, Flamezesz, le second single de l'album est publié ; le troisième single est  publié le 12 août, sous le titre Heavy Metal Detox. V est publié le 2 octobre 2015. V est noté d'un 6,5 sur 10 par Pitchfork. L'album reçoit une moyenne générale de 78 sur Metacritic, basée sur 11 revues. Still in Rock le classe cinquième meilleur album de 2015.
En décembre 2015, Wavves annonce une tournée nord-américaine avec Best Coast et Cherry Glazerr, baptisée Summer is Forever II Tour, en soutien à V en février et mars 2016.

### You're Welcome(depuis 2017)
À la fin décembre 2016, Wavves annonce sur Twitter un nouvel album pour le 19 mai 2017,. Le groupe joue en ouverture avec The Naked and Famous à la tournée printanière 2017 de Blink-182. Le groupe sort son album en mai 2017. Ils jouent avec Dune Rats en Australie en septembre 2017 et continuent en Amérique du Nord en octobre.

## Discographie

### Albums studio
- 2008 - Wavves
- 2009 - Wavvves
- 2010 - King of the Beach
- 2011 - Life Sux (EP)
- 2013 - Afraid of Heights
- 2015 - V
- 2017 - You're Welcome
- 2021 - Hideaway
- 2025 - Spun